# Girl Talk (Monika Borzym)
Girl Talk è l'album di debutto della cantante polacca Monika Borzym, pubblicato il 3 ottobre 2011 su etichetta discografica Sony Music Entertainment Poland.

## Tracce
1. You Know I'm No Good – 4:44
2. Extraordinary Machine – 2:50
3. Even So – 5:08
4. American Boy – 6:15
5. Field Below – 3:42
6. Appletree – 4:00
7. Down Here Below – 6:27
8. Gatekeeper – 3:23
9. Dry Cleaner from Des Moines – 3:37
10. Abologo – 4:38
11. Possibly Maybe – 5:19
12. Thank You – 4:52

## Classifiche
| Classifica (2011) | Posizione massima |
| ----------------- | ----------------- |
| Polonia           | 9                 |